# Goran Hadžić
Goran Hadžić (Горан Хаџић; Vinkovci, 7 settembre 1958 – Novi Sad, 12 luglio 2016) è stato un politico serbo, originario della Croazia.
Durante la guerra di indipendenza croata divenne presidente della Repubblica Serba di Krajina.
Dal 2004 è stato ricercato per crimini di guerra e crimini contro l'umanità dal Tribunale penale internazionale per l'ex-Jugoslavia (ICTY), in relazione al coinvolgimento nelle azioni criminali guidate da Slobodan Milošević in Croazia dal giugno 1991 al dicembre 1993 con l'obiettivo dell'eliminazione forzata e permanente della popolazione non serba su un terzo del territorio della Croazia, e le persecuzioni e gli omicidi di croati e altri non-serbi, tra i quali le atrocità durante la battaglia di Vukovar.
Hadžić è stato arrestato dalle autorità serbe il 20 luglio 2011 ed estradato poi al L'Aia due giorni dopo: era rimasto l'ultimo latitante dell'ICTY, dopo l'arresto di Ratko Mladić due mesi prima.

## Esordi e vita politica
Hadžić è nato nel villaggio di Pačetin, al tempo nella Repubblica Socialista di Croazia all'interno della Repubblica Socialista Federale di Jugoslavia.
Prima della Guerra d'indipendenza croata, Hadžić lavorava come magazziniere. Si interessò alla politica sin da giovane entrando nel partito del regime, Lega dei Comunisti di Jugoslavia, per il quale nella primavera del 1990 è eletto come assessore al comune di Vukovar. In seguito Hadžić passò nel SDS scalando velocemente i vertici del partito.

## Durante la guerra
Hadžić è stato coinvolto nell'incidente dei Laghi di Plitvice alla fine di marzo del 1991, casus belli della guerra d'indipendenza croata
Il 25 giugno 1991, un gruppo di serbi della Slavonia Orientale organizzarono un convegno (Velika Narodna Skupstina Slavonije Baranje i Zapadnog Srema) dove decisero di costituire una Regione Autonoma Serba (SAO) della regione, la SAO Slavonia orientale, Baranja e Srem occidentale, per separare la regione dalla Repubblica di Croazia, che era ancora parte della Jugoslavia. Goran Hadžić venne eletto come candidato a guidare il governo dell'ente.
Successivamente la SAO si unì ad altre regioni, formando la Repubblica Serba di Krajina (RSK).
Il 26 febbraio del 1992 l'assemblea della RSK sostituì Milan Babić alla carica di Presidente della Repubblica con Goran Hadžić. Babic venne sostituito perché rifiutò il piano di pace proposto dal segretario di stato USA Cyrus Vance, su cui si era mostrato favorevole Slobodan Milošević. Hadžić mantenne la posizione fino al dicembre 1994.
Nel settembre 1993, quando le forze croate sferrarono l'Operazione Medak Pocket, Hadžić inviò un'urgente richiesta a Belgrado chiedendo armi, rinforzi ed equipaggiamenti. La richiesta venne ignorata dagli ufficiali di Belgrado, ma circa 4.000 paramilitari serbi guidati da Arkan giunsero a sostegno delle forze della RSK.
Nel febbraio del 1994 la presidenza di Hadžić ebbe termine, Milan Martić venne eletto presidente. Nel 1995 Hadžić minacciò la secessione della Slavonia dalla Krajina, a causa dei piani miranti ad unire la Krajina con la Republika Srpska
Dopo l'Operazione Tempesta dell'agosto 1995, una parte della Repubblica Serba di Krajina rimase fuori dal controllo del governo di Zagabria.  Tra il 1996 e il 1997, Hadžić divenne il Presidente del Governo della Provincia Autonoma Serba di Slavonia, Baranja e Srem Occidentale, sotto protettorato ONU (UNTAES); in seguito la regione è stata pacificamente reintegrata nella Croazia ai sensi delle disposizioni dell'accordo di Erdut.
Hadžić si trasferì quindi in Serbia come privato cittadino. Nel 2000 ha partecipato a Belgrado al funerale di Arkan, criminale di guerra ricercato dall'ICTY, definendolo un "grande eroe".

## Accuse ICTY, latitanza, arresto e morte
Goran Hadžić è stato accusato il 4 giugno 2004 dal Tribunale penale internazionale per l'ex-Jugoslavia di 8 capi d'accusa per crimini contro l'umanità (persecuzioni su base politica, razziale e religiosa, sterminio, omicidio, detenzione illegale, tortura, comportamento disumano, deportazione) e di 6 capi d'accusa per crimini di guerra (omicidio, tortura, crudeltà, distruzione ingiustificata di villaggi, distruzione o danneggiamento di istituzioni religiose e educative, saccheggio di proprietà pubblica e privata), perpetrati dal 1991 al 1993.
Goran Hadžić viene indicato come il responsabile del massacro di Vukovar nel 1991, quando 264 persone, in maggioranza croati, vennero prelevate dall'ospedale della città e uccise (una delle prime atrocità della guerra), nonché dei massacri di Dalj, Erdut, e Lovas. Deve affrontare anche l'accusa di essere coinvolto nei campi di concentramento di Stajićevo, Begejci e Sremska Mitrovica, e nella distruzione indiscriminata di case e di edifici religiosi e culturali a Dalj, Erdut, Lovas, Tovarnik e Vukovar.
Nelle settimane successive, mentre stava per essere arrestato, Hadžić scomparve dalla sua casa a Novi Sad, Serbia. Nel 2005, i media serbi iniziarono a riportare che egli potesse essere nascosto in un monastero Serbo Ortodosso ad Irig  (Serbia) o a Bijela (Montenegro),  o addirittura in Bielorussia.
Nenad Čanak, il leader della Lega dei Socialdemocratici di Voivodina, ha sostenuto nel 2006 che Hadžić era nascosto in un monastero da qualche parte nella regione di Fruška Gora. Ci sono state alcune richieste affinché il processo Hadžić fosse trasferito in Croazia o in Serbia, a seguito di un suo eventuale arresto.
Il Rewards for Justice Program aveva offerto un premio fino a 5 milioni di USD per informazioni che portassero all'arresto di Hadžić
mentre nel 2010, il Consiglio per la Sicurezza Nazionale del governo serbo, che nel 2007 aveva offerto una somma di € 250.000, aumentò la ricompensa per il suo arresto ad 1,4 milioni di dollari.
Hadžić è stato anche incluso nella lista dei latitanti dell'Interpol.
Il Consiglio dell'Unione europea ha bandito la famiglia di Hadžić dall'UE.
L'arresto di Hadžić è stato annunciato dalle autorità serbe il 20 luglio 2011, dopo che le voci sulla sua cattura si susseguivano da alcuni giorni. A seguito della cattura di Ratko Mladić, Hadžić rimaneva l'ultimo latitante richiesto dal Tribunale penale internazionale per l'ex-Jugoslavia. La piena collaborazione delle autorità di Belgrado con l'ICTY costituiva una pre-condizione allo status di candidato all'ingresso nell'Unione Europea per il paese. Il 22 luglio il ministro della giustizia serbo Snežana Malović annunciò la sua estradizione all'Aia.
Durante lo svolgimento del processo, nel novembre 2014 gli fu diagnosticato un tumore al cervello in fase terminale. Tale evento costrinse la corte a sospendere il processo, dal momento che egli non era più in grado di presenziare a causa degli effetti collaterali della chemioterapia. Non fu presa alcuna decisione in seguito alla volontà dell'accusa di continuare il processo anche in sua assenza. Nell'aprile 2015 la corte ordinò il suo rilascio provvisorio, e gli fu permesso di tornare in Serbia, dove morì il 12 luglio 2016 all'età di 57 anni.